# Komunikát
Komunikát je termín označující jazykový (popř. i mimojazykový) projev, promluvu, nebo zprávu. Komunikát je nezbytnou složkou každé jazykové komunikace. Podle modelu, jehož autorem je Roman Jakobson, se každá jazyková komunikace skládá z šesti faktorů. Jedná se o tyto faktory: původce, příjemce, komunikát, kontext, médium, kód. 
Komunikáty nesou rozpoznatelně stopy svého původu: vykazují záměr a styl mluvčího, přizpůsobují se chápání a očekávání příjemce, jsou poplatné danému kódu, vztahují se na kontext a jsou ovlivněny mediem, které může být akustické nebo grafické. Všechny tyto rozměry komunikátů zkoumá stylistika. 
Obecně platí, že komunikát má svého původce, svého adresáta, a čas a místo svého vzniku, a že je složen (sepsán, kódován) určitou mluvou (jazykem). Výjimečně vznikají vícejazykové komunikáty
(např. makarónská poezie). Ve složitějších situacích (třeba na jevišti divadla) mohou být původce (autor) a mluvčí (posel, herec, tlumočník) dvě různé osoby. Ani příjemce a adresát nemusí být stejná osoba, např. při odposlechu telefonních hovorů.